# Reviers
Reviers est une commune française, située dans le département du Calvados en région Normandie, peuplée de 601 habitants.

## Géographie
Reviers se situe dans le Bessin, pays de Normandie. La commune s'est développée au confluent de la Seulles et de la Mue.
| Banville                                |                | Courseulles-sur-Mer |
|                                         | Reviers        |                     |
| Ponts sur Seulles (comm. dél. d'Amblie) | Fontaine-Henry | Bény-sur-Mer        |

### Hydrographie
La commune est située dans le bassin Seine-Normandie. Elle est drainée par la Seulles, la Mue et le Douet,,.
La Seulles, d'une longueur de 72 km, prend sa source dans la commune de Dialan sur Chaîne et se jette  dans la baie de Seine à Courseulles-sur-Mer, après avoir traversé 31 communes. 
La Mue, d'une longueur de 22 km, prend sa source dans la commune de Thue et Mue et se jette  dans la Seulles sur la commune, après avoir traversé dix communes. 

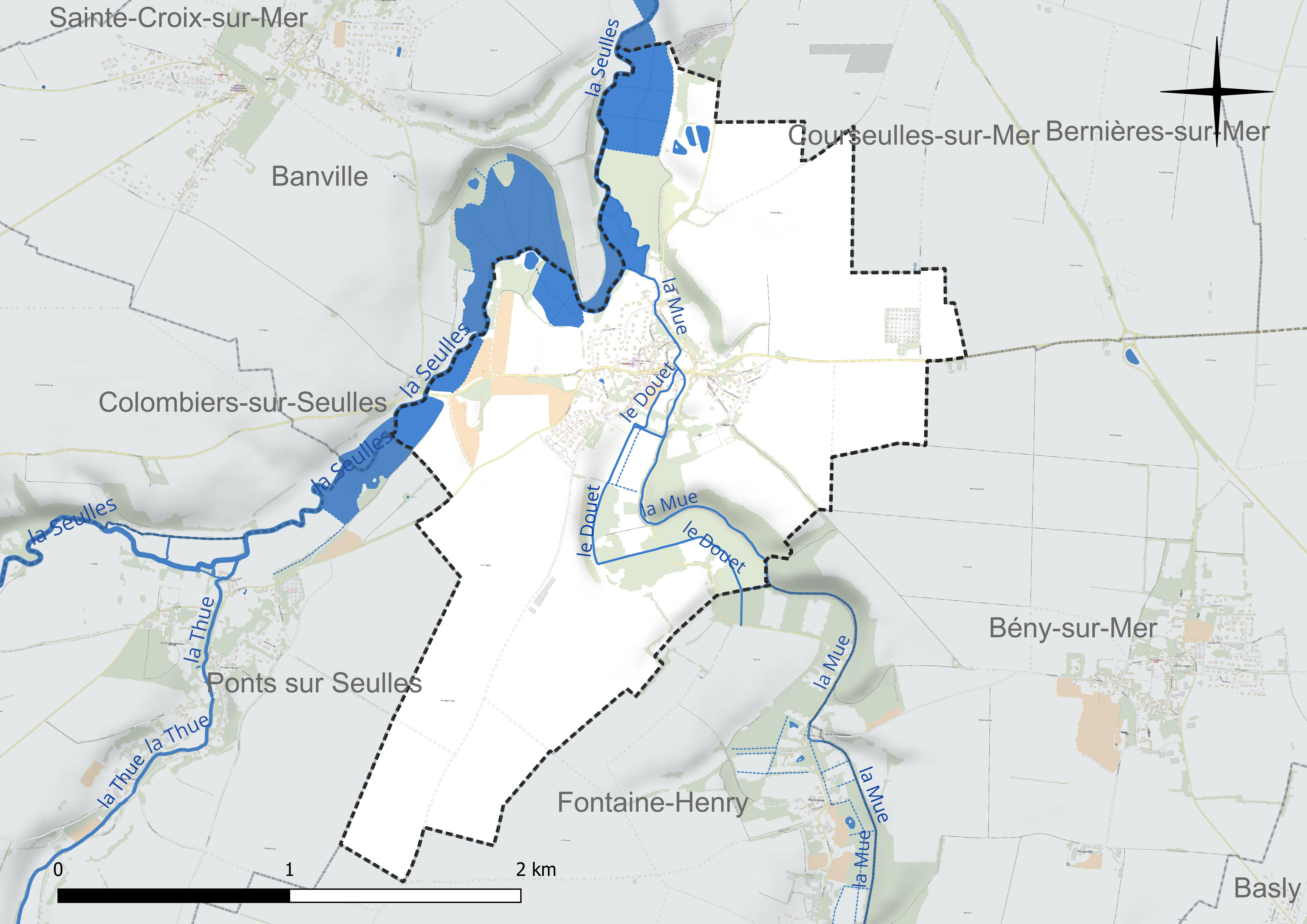
Réseau hydrographique de Reviers.

### Climat
Pour des articles plus généraux, voir Climat de la Normandie et Climat du Calvados.
En 2010, le climat de la commune est de type climat océanique altéré, selon une étude du CNRS s'appuyant sur une série de données couvrant la période 1971-2000. En 2020, Météo-France publie une typologie des climats de la France métropolitaine dans laquelle la commune est exposée à un climat océanique et est dans la région climatique  Normandie (Cotentin, Orne), caractérisée par une pluviométrie relativement élevée (850 mm/a) et un été frais (15,5 °C) et venté. Parallèlement le GIEC normand, un groupe régional d'experts sur le climat, différencie quant à lui, dans une étude de 2020, trois grands types de climats pour la région Normandie, nuancés à une échelle plus fine par les facteurs géographiques locaux. La commune est, selon ce zonage, exposée à un « climat des plateaux abrités », correspondant à la plaine agricole de Caen à Falaise, sous le vent des collines de Normandie et proche de la mer, se caractérisant par une pluviométrie et des contraintes thermiques modérées.
Pour la période 1971-2000, la température annuelle moyenne est de 10,7 °C, avec une amplitude thermique annuelle de 11,8 °C. Le cumul annuel moyen de précipitations est de 706 mm, avec 11,9 jours de précipitations en janvier et 7,5 jours en juillet. Pour la période 1991-2020, la température moyenne annuelle observée sur la station météorologique la plus proche, située sur la commune de Bernières-sur-Mer à 5 km à vol d'oiseau, est de 11,7 °C et le cumul annuel moyen de précipitations est de 695,0 mm,. Pour l'avenir, les paramètres climatiques de la commune estimés pour 2050 selon différents scénarios d'émission de gaz à effet de serre sont consultables sur un site dédié publié par Météo-France en novembre 2022.

## Urbanisme

### Typologie
Au 1er janvier 2024, Reviers est catégorisée commune rurale à habitat dispersé, selon la nouvelle grille communale de densité à 7 niveaux définie par l'Insee en 2022. Elle est située hors unité urbaine. Par ailleurs la commune fait partie de l'aire d'attraction de Caen, dont elle est une commune de la couronne,. Cette aire, qui regroupe 296 communes, est catégorisée dans les aires de 200 000 à moins de 700 000 habitants,.

### Occupation des sols
L'occupation des sols de la commune, telle qu'elle ressort de la base de données européenne d'occupation biophysique des sols Corine Land Cover (CLC), est marquée par l'importance des territoires agricoles (87,4 % en 2018), en augmentation par rapport à 1990 (86,1 %). La répartition détaillée en 2018 est la suivante : 
terres arables (58,8 %), prairies (20,9 %), zones agricoles hétérogènes (7,8 %), zones urbanisées (7 %), forêts (5,6 %). L'évolution de l'occupation des sols de la commune et de ses infrastructures peut être observée sur les différentes représentations cartographiques du territoire : la carte de Cassini (XVIIIe siècle), la carte d'état-major (1820-1866) et les cartes ou photos aériennes de l'IGN pour la période actuelle (1950 à aujourd'hui).

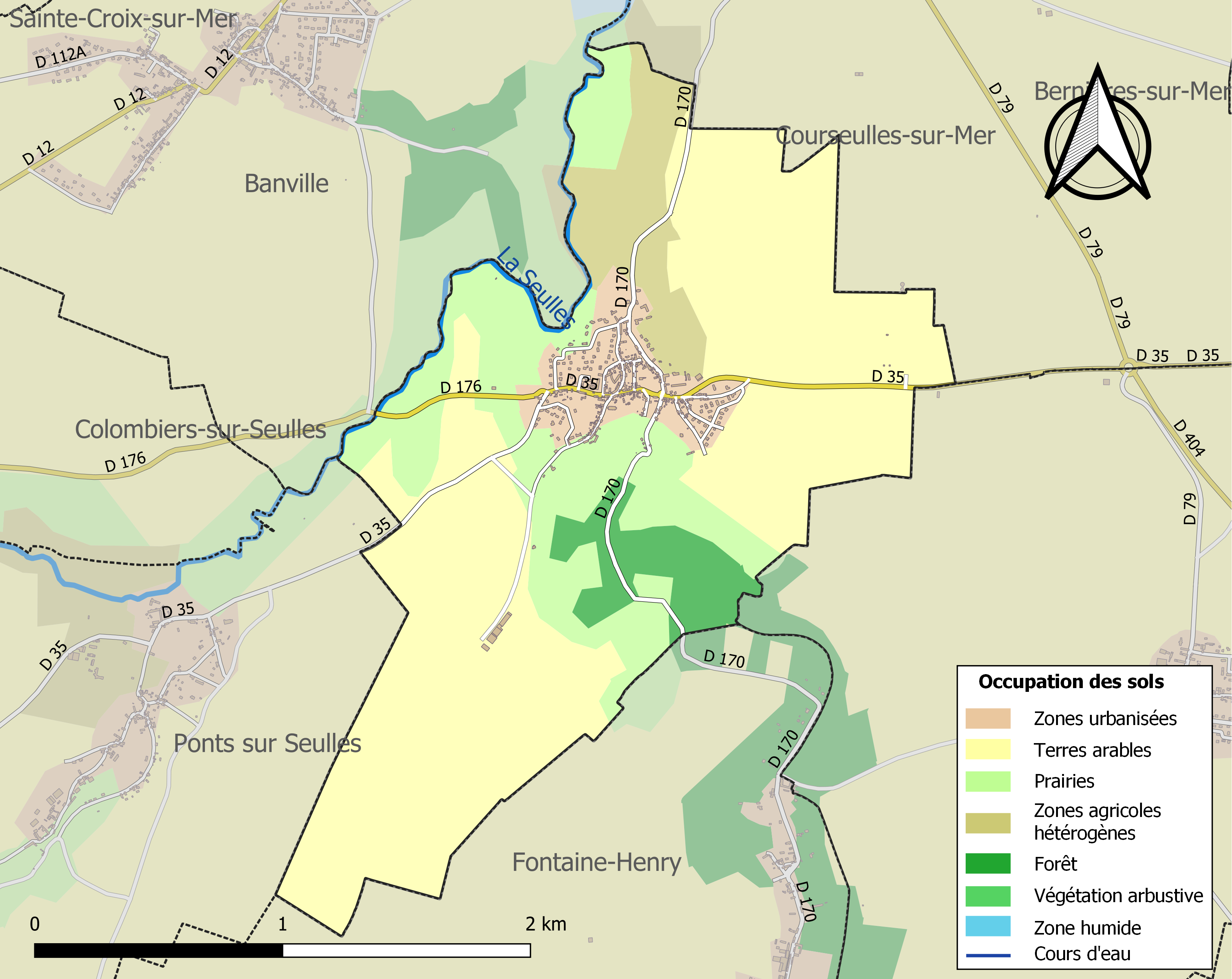
Carte des infrastructures et de l'occupation des sols de la commune en 2018 (CLC).

## Toponymie
Le nom de la localité est attesté sous la forme Radaverum en 1077; Reverium en 1135; Reviers en 1160.

## Histoire
Au XIIe siècle, Richard de Reviers (1050-1107) et son fils Guillaume de Vernon donnent ce qu'ils ont dans l'église de Reviers avec la dîme de l'église et la dîme du moulin du village à l'abbaye de Montebourg.

### Seconde Guerre mondiale
Au sud de Reviers, les chars canadiens subirent des pertes importantes lors de la première journée du débarquement : Juno Beach est le nom de code d'une des principales plages du débarquement allié en Normandie lors de la Seconde Guerre mondiale. Le 6 juin 1944, la prise de Juno Beach fut assignée à la 3e Division d'infanterie canadienne commandée par le major-général Rodney Keller. Le secteur Mike devant  Graye-sur-Mer et Courseulles-sur-Mer devait être contrôlé par la 7e brigade appuyée par le 6e régiment blindé canadien (1st Hussars). Malgré la mer démontée qui interdisait  une mise à l'eau aisée des chars amphibies, quelques chars (DD tanks) des 1st Hussars purent être mis à terre pour la 7e brigade contrairement à la situation à Bernières-sur-Mer.
L'escadron 'B'  des 1st Hussars aida à nettoyer le village de Courseulles avant de percer vers l'intérieur des terres. Au sud de Reviers, cet escadron rencontra un canon de 88 mm allemand qui réussit à toucher six chars avant d'être mis hors d'usage par le tankiste Léo Gariépy. Dans l'engagement, sept membres d'équipage des Hussars perdirent la vie. À cause de ses pertes, l'escadron dut battre en retraite et retourner sur la plage.
À la fin de la journée suivante, les forces canadiennes, 21 500 hommes (sans compter les pertes), firent leur jonction avec les forces britanniques qui avaient pris Sword Beach. Les pertes canadiennes (morts, blessés, disparus) furent d'environ un millier.

## Politique et administration

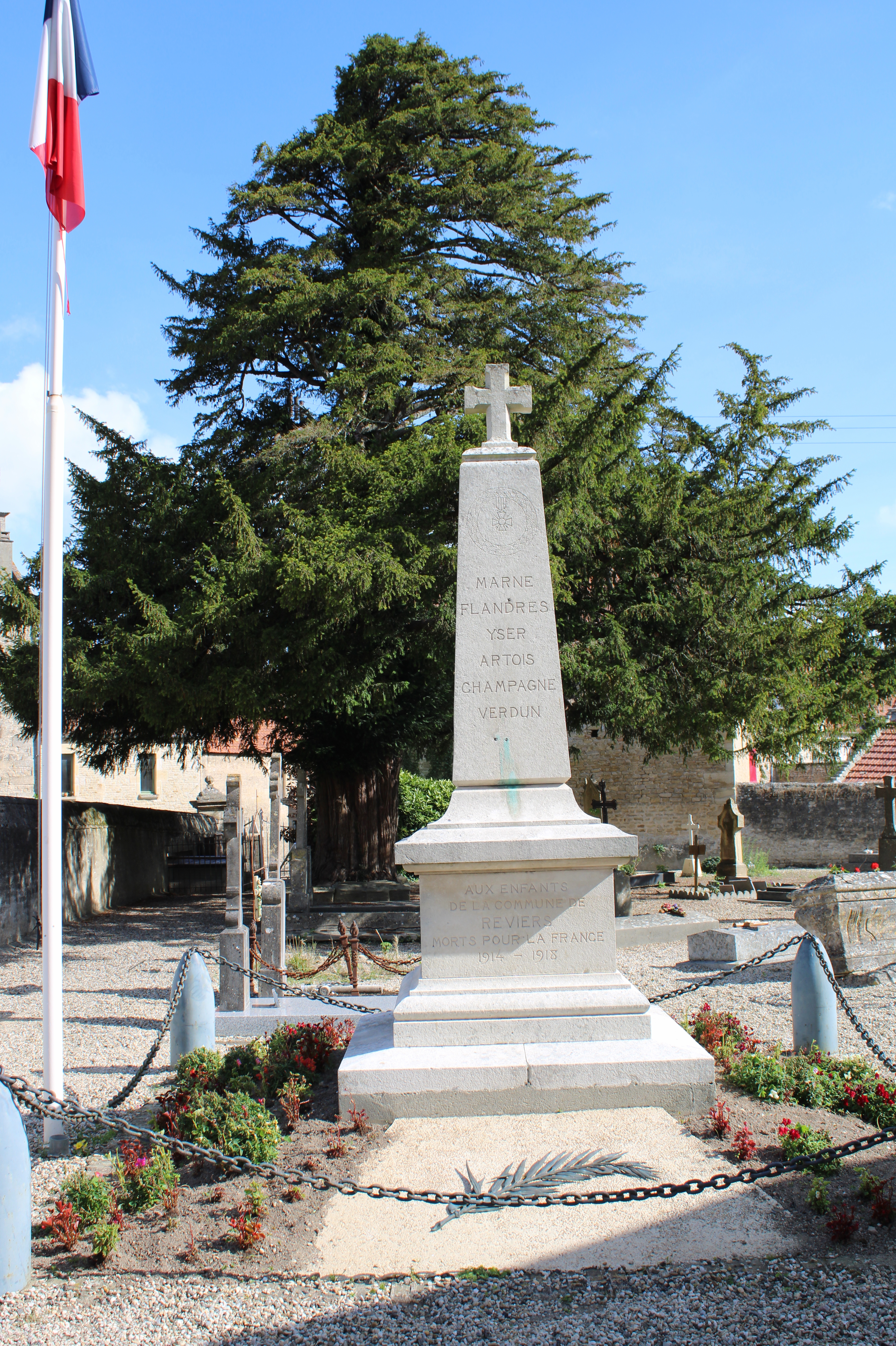
Le monument aux morts.

| Période                                  | Période   | Identité      | Étiquette | Qualité               |
| ---------------------------------------- | --------- | ------------- | --------- | --------------------- |
| 1971                                     | 1983      | Claude Renouf |           | Architecte, urbaniste |
| 1983                                     | juin 1995 | Jacques Roué  |           | Agriculteur           |
| juin 1995                                | mars 2001 | Claude Renouf |           | Architecte, urbaniste |
| mars 2001                                | En cours  | Daniel Guérin | SE        | Chef d'entreprise     |
| Les données manquantes sont à compléter. |           |               |           |                       |

## Démographie
L'évolution du nombre d'habitants est connue à travers les recensements de la population effectués dans la commune depuis 1793. Pour les communes de moins de 10 000 habitants, une enquête de recensement portant sur toute la population est réalisée tous les cinq ans, les populations de référence des années intermédiaires étant quant à elles estimées par interpolation ou extrapolation. Pour la commune, le premier recensement exhaustif entrant dans le cadre du nouveau dispositif a été réalisé en 2007.
En 2022, la commune comptait 601 habitants, en évolution de +5,07 % par rapport à 2016 (Calvados : +1,58 %, France hors Mayotte : +2,11 %).
| 1793 | 1800 | 1806 | 1821 | 1831 | 1836 | 1841 | 1846 | 1851 |
| ---- | ---- | ---- | ---- | ---- | ---- | ---- | ---- | ---- |
| 686  | 619  | 829  | 732  | 746  | 811  | 791  | 700  | 675  |

| 1856 | 1861 | 1866 | 1872 | 1876 | 1881 | 1886 | 1891 | 1896 |
| ---- | ---- | ---- | ---- | ---- | ---- | ---- | ---- | ---- |
| 650  | 607  | 602  | 540  | 504  | 466  | 426  | 409  | 407  |

| 1901 | 1906 | 1911 | 1921 | 1926 | 1931 | 1936 | 1946 | 1954 |
| ---- | ---- | ---- | ---- | ---- | ---- | ---- | ---- | ---- |
| 371  | 365  | 335  | 313  | 325  | 308  | 335  | 379  | 441  |

| 1962 | 1968 | 1975 | 1982 | 1990 | 1999 | 2006 | 2007 | 2012 |
| ---- | ---- | ---- | ---- | ---- | ---- | ---- | ---- | ---- |
| 341  | 330  | 361  | 399  | 398  | 479  | 548  | 558  | 583  |

| 2017 | 2022 | - | - | - | - | - | - | - |
| ---- | ---- | - | - | - | - | - | - | - |
| 566  | 601  | - | - | - | - | - | - | - |

## Culture locale et patrimoine

### Distinction
Candidat au palmarès 2019 du Concours départemental des villes et villages fleuris, Reviers a reçu le 1er prix dans la 1re catégorie (communes de moins de 1 000 habitants) le 14 octobre 2019.

### Lieux et monuments
- Château datant de 1750 (rue des Moulins), aujourd'hui propriété privée.
- Chapelle Sainte-Christine, située rue de l'Église, inscrite au titre des monuments historiques par arrêté du 21 juin 1927[27].
- Église Saint-Vigor (statues et tableaux).
- Cimetière militaire canadien de Bény-sur-Mer : 2 048 tombes dont 2 043 soldats canadiens, 4 britanniques et 1 français.
- Divers inuksuit.
- Maisons typiques du Bessin.
- Trois rivières : la Thue, la Mue, la Seulles.
- Le  menhir de la Pierre debout classé au titre des monuments historiques par arrêté du 21 février 1934[28].
- Cimetières mérovingiens.
- Lavoir, place du Planitre.
- La fontaine du Cheval Blanc.

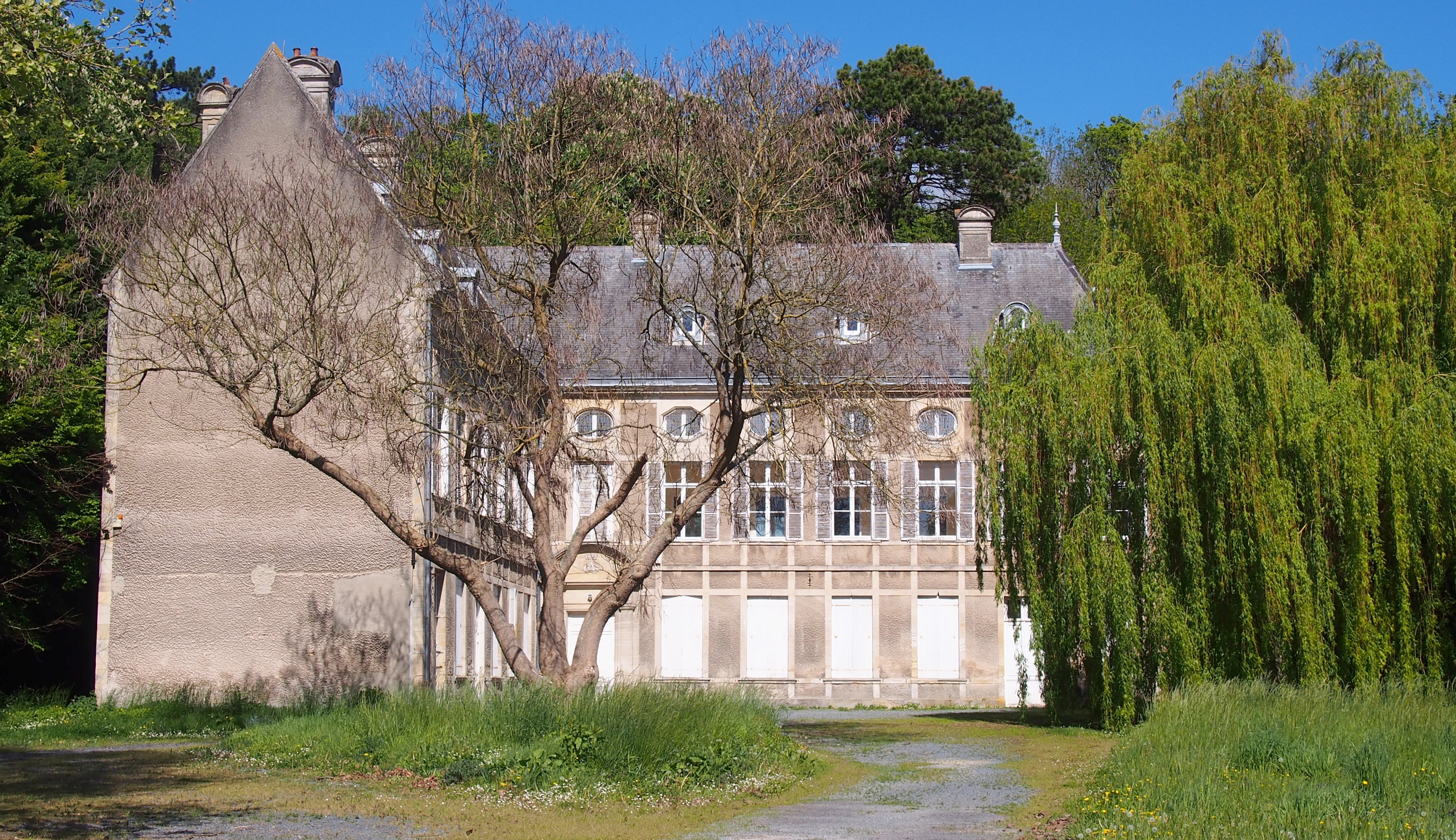
Le château.
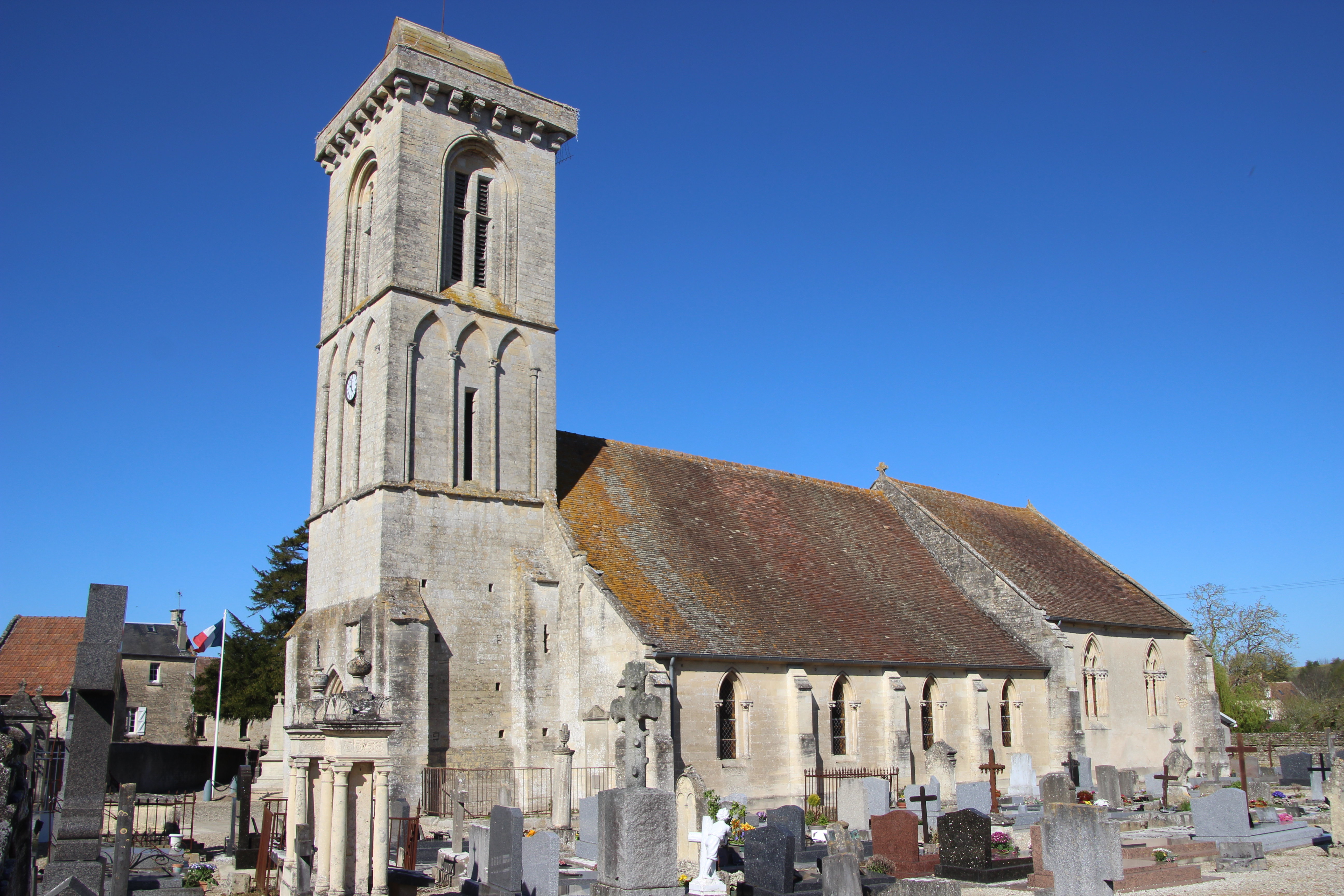
Église Saint-Vigor.
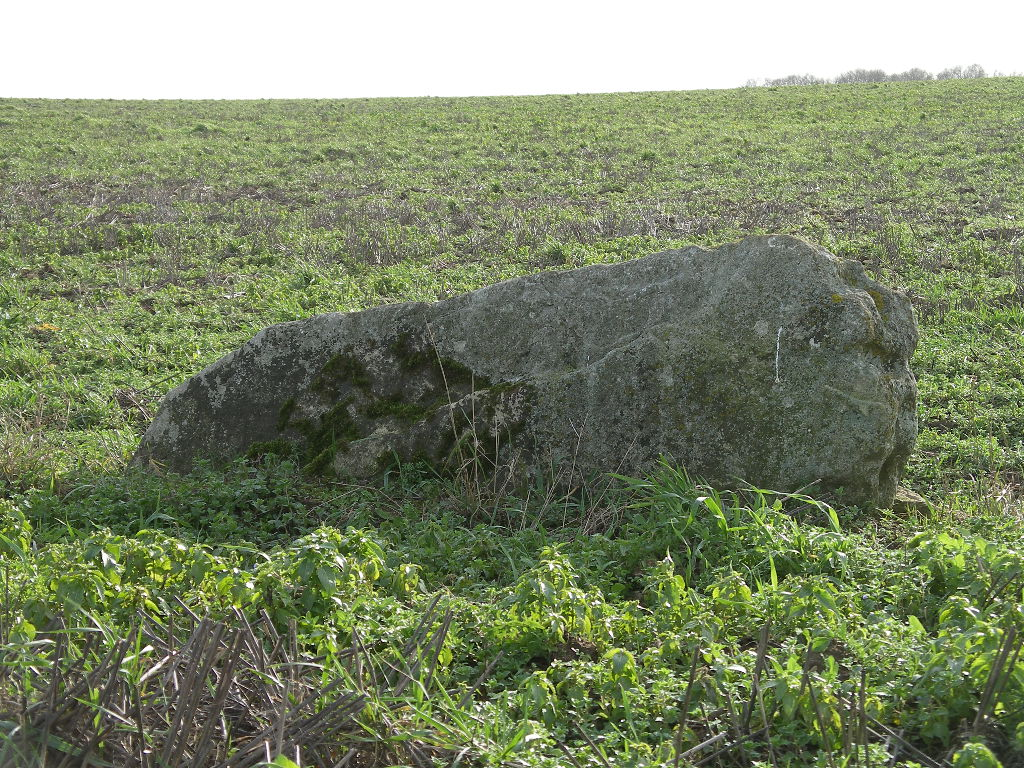
La Pierre Debout.
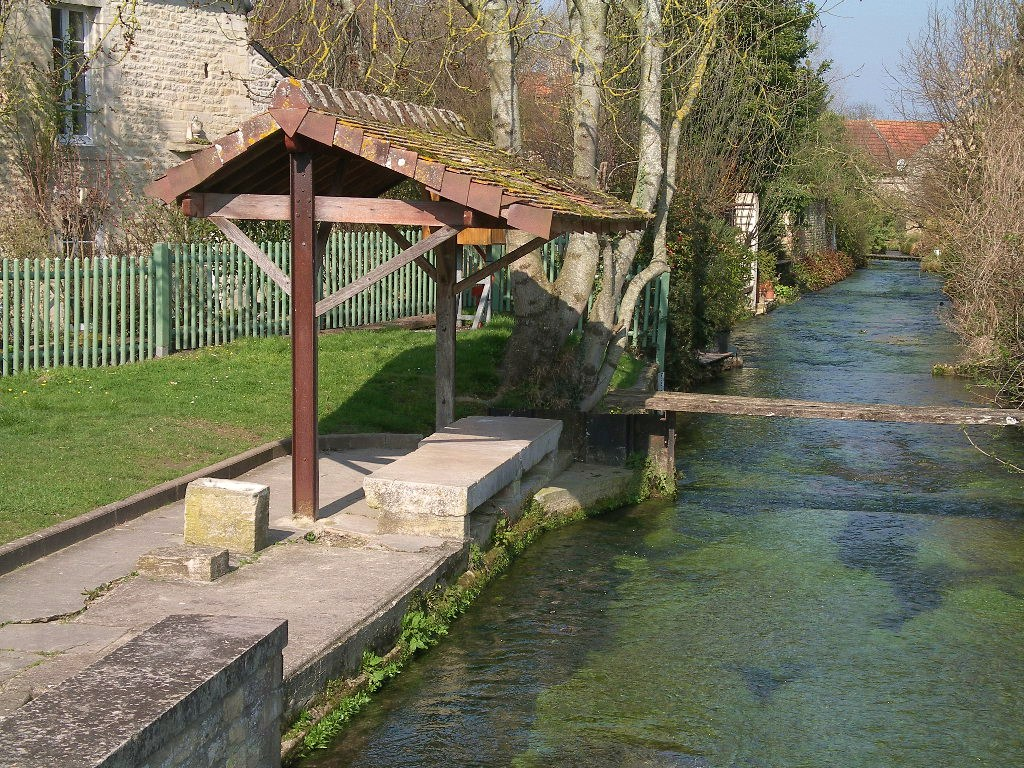
Le lavoir.
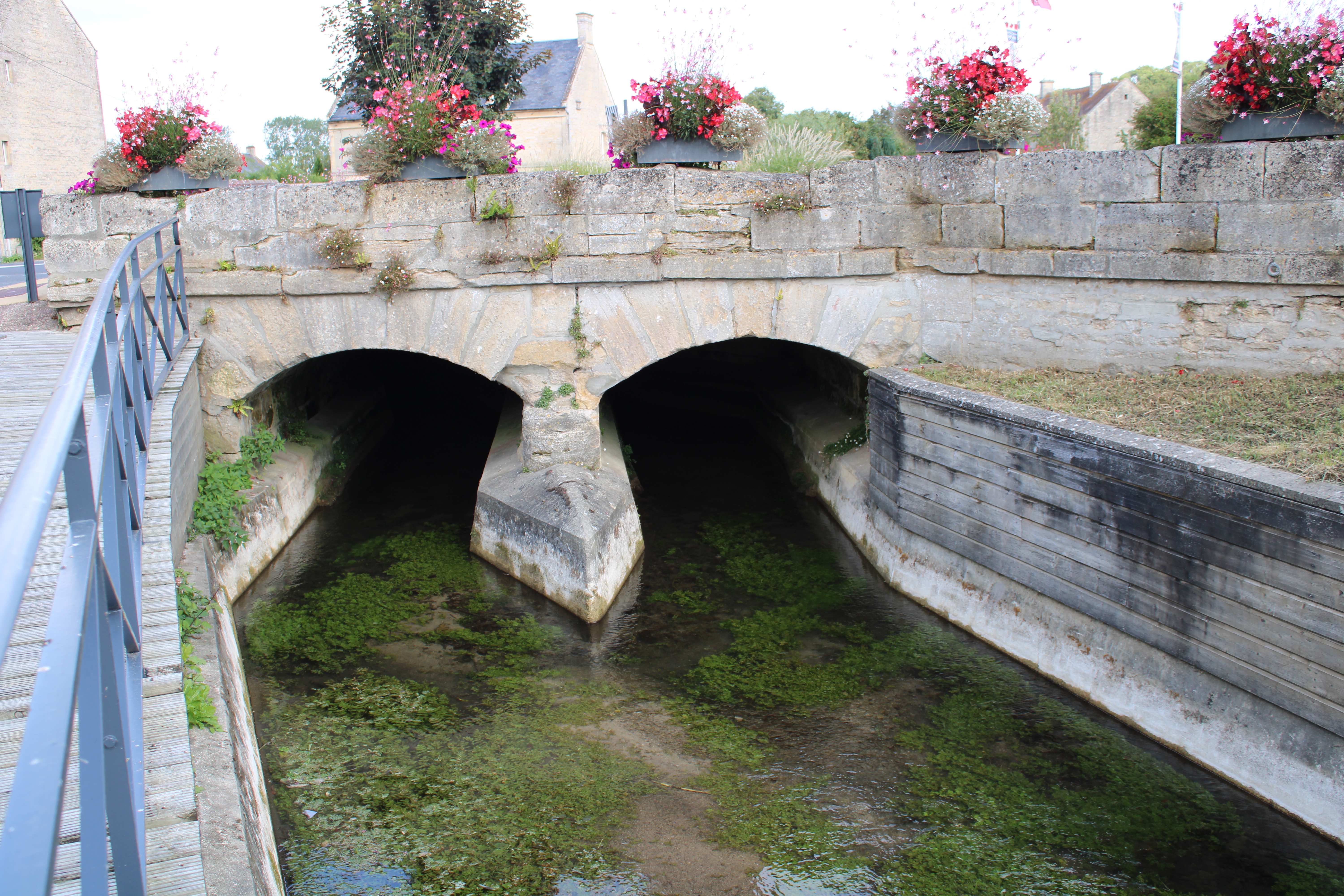
Le pont sur le Douet.

Cartes postales anciennes
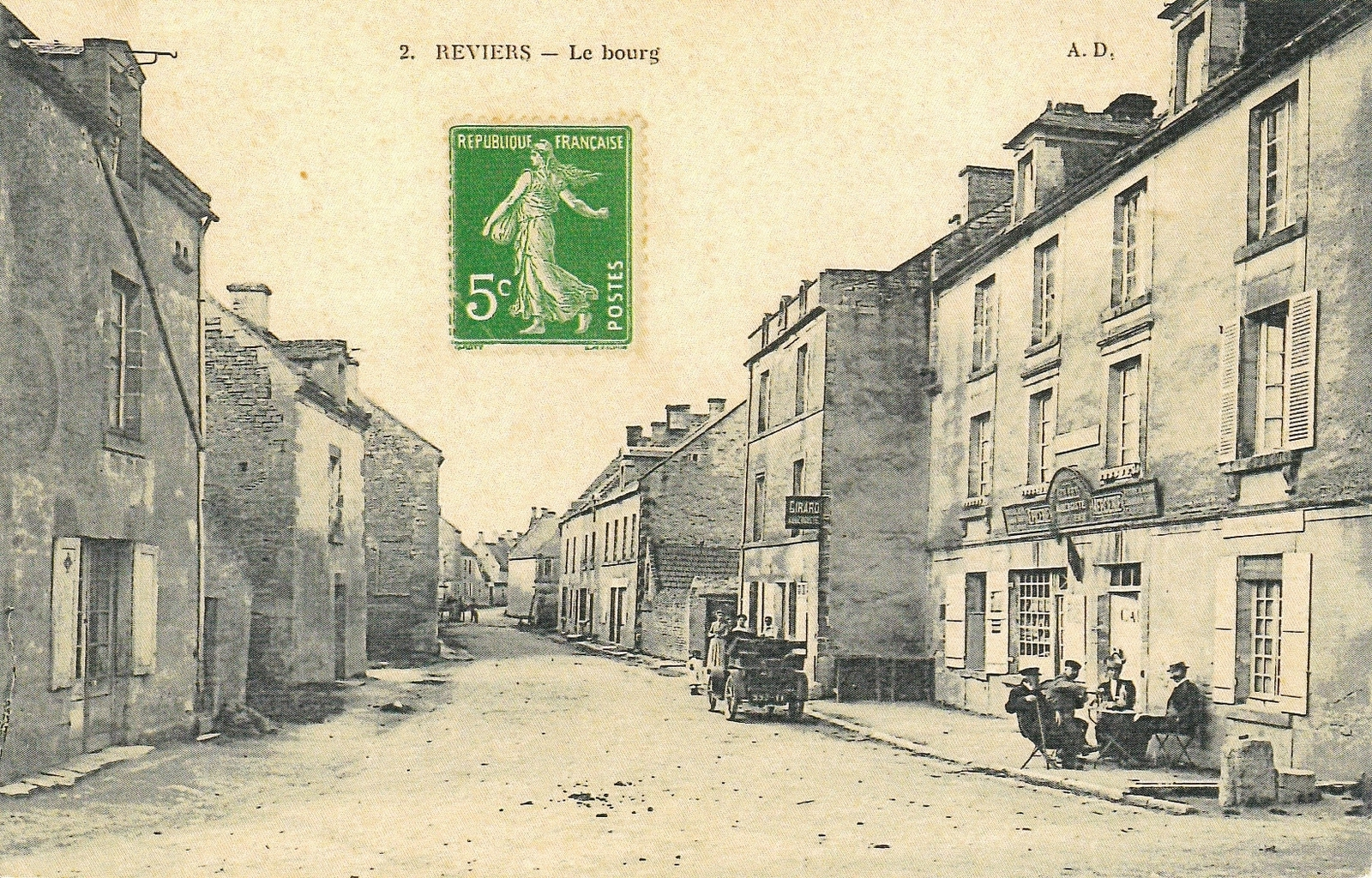
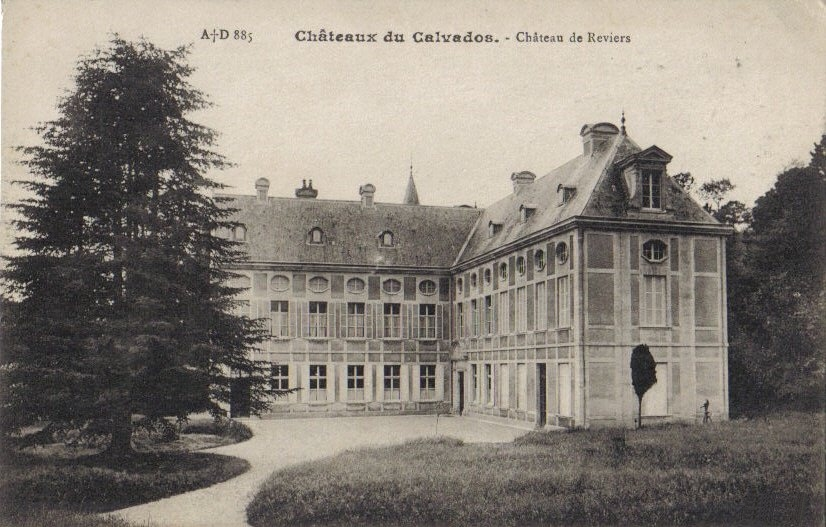
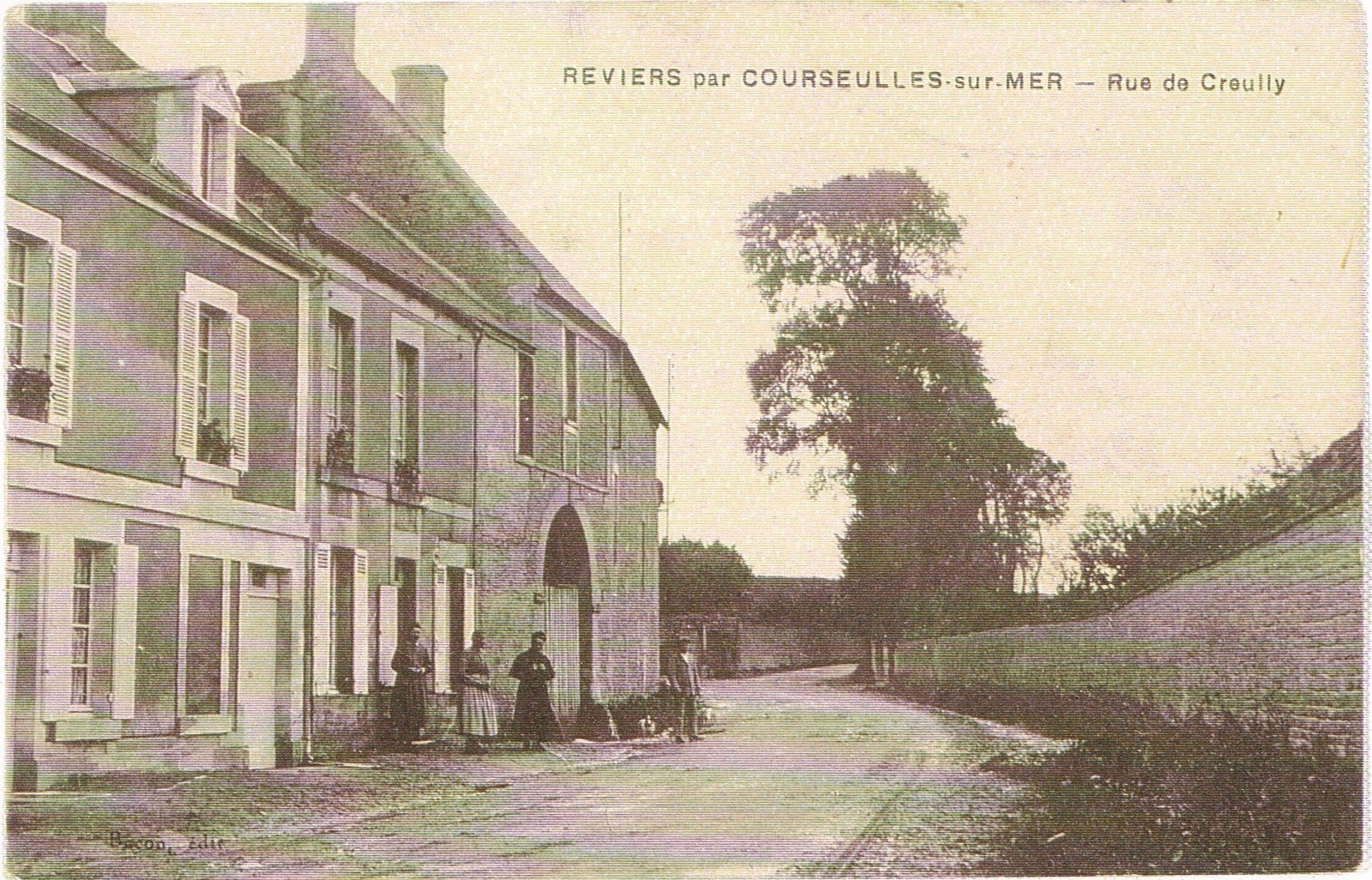
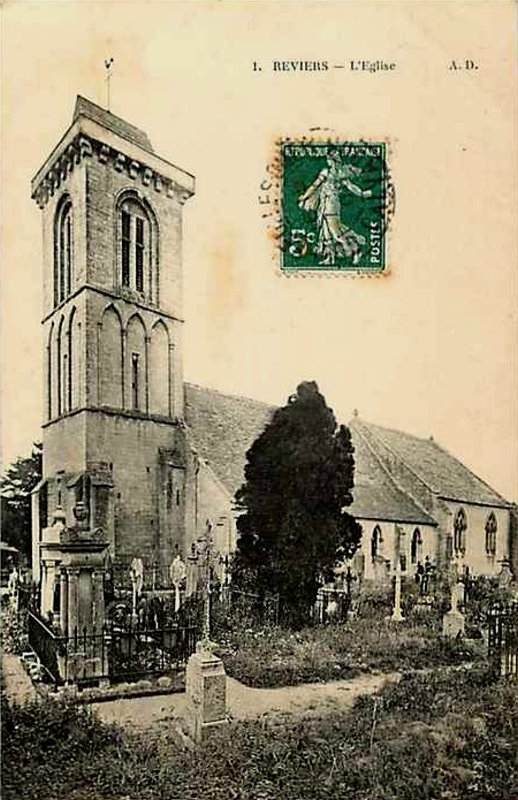
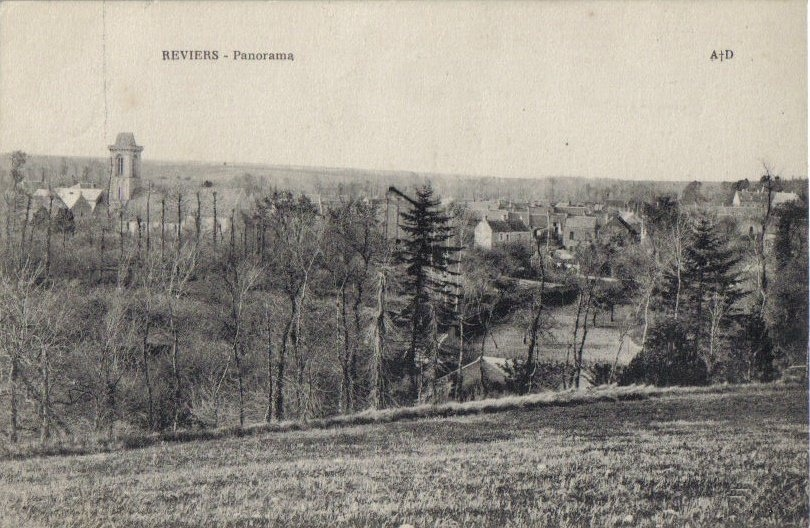
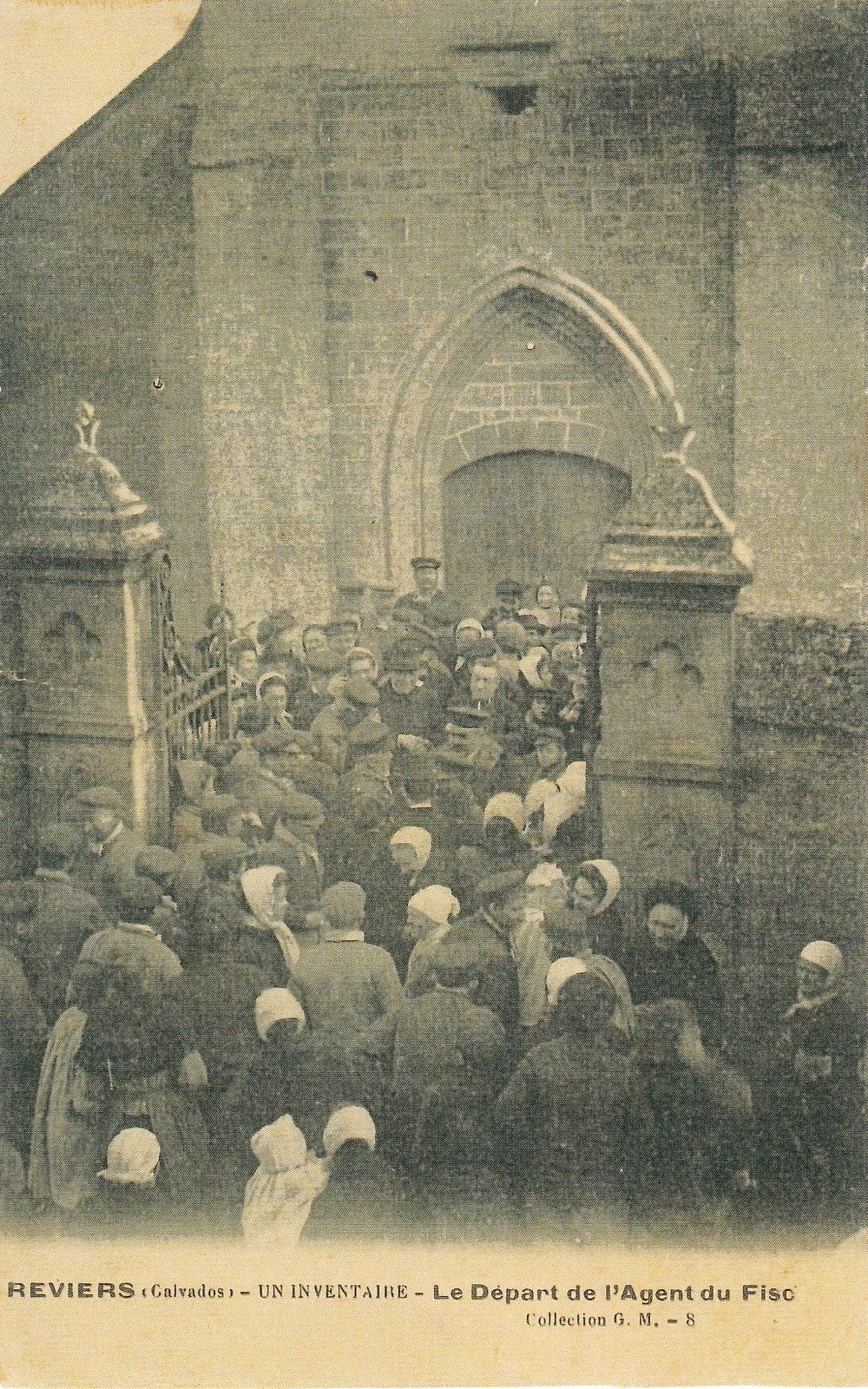

## Personnalités liées à la commune
- Richard de Reviers

## Héraldique
| Blason de Reviers | Blason  | Coupé : au 1er de gueules à la rivière en fasce d'azur agitée d'argent et soutenue d'une divise du même, le gueules divisé en pal par deux traits de sable, au I à trois tours mal ordonnées et accolées d'or, celle de dextre ouverte de sable, les deux autres ajourées de même, au II à la crosse aussi d'or mouvant de la rivière, au III à l'épée versée accostée de deux stèles, le tout du même posé sur la rivière, au 2e de sinople à la roue de moulin d'or, les bras en sautoir. |
| Blason de Reviers | Détails | |